# Campionato Dilettanti Sardegna 1958-1959
Il Campionato Nazionale Dilettanti 1958-1959 è stato il V livello del campionato italiano. A carattere regionale, fu il secondo campionato dilettantistico con questo nome, e il settimo se si considera che alla Promozione fu cambiato il nome assegnandogli questo.
Questi sono i gironi organizzati dalla Lega Regionale Sarda per la regione Sardegna.

## Squadre partecipanti
| Squadra                 | Città (provincia)      | Stagione 1957-1958 |
| ----------------------- | ---------------------- | ------------------ |
| Pol. Alghero            | Alghero (SS)           |                    |
| U.S. Arborea            | Arborea (CA)           |                    |
| U.S. Arbus              | Arbus (CA)             |                    |
| S.S. Berchidda          | Berchidda (SS)         |                    |
| C.S. Bosa               | Bosa (CA)              |                    |
| U.S. Calangianus        | Calangianus (SS)       |                    |
| S.P. Folgore            | Macomer (NU)           |                    |
| Pol. Gennargentu Pacini | Cagliari               |                    |
| Pol. Ilvarsenal         | La Maddalena (SS)      |                    |
| C.R.A.L. Marina         | La Maddalena (SS)      |                    |
| S.C. Ozierese           | Ozieri (SS)            |                    |
| S.S. Quartu             | Quartu Sant'Elena (CA) |                    |
| U.S. Sant'Antioco       | Sant'Antioco (CA)      |                    |

## Classifica finale
|  | Pos. | Squadra            | Pt  | G   | V   | N  | P   | GF    | GS    | DR  |
|  | ---- | ------------------ | --- | --- | --- | -- | --- | ----- | ----- | --- |
|  | 1.   | Calangianus        | 36  | 24  | 15  | 6  | 3   | 56    | 21    | +35 |
|  | 2.   | Ilvamaddalena      | 31  | 24  | 13  | 5  | 6   | 64    | 35    | +29 |
|  | 2.   | Ozierese           | 31  | 24  | 12  | 7  | 5   | 46    | 33    | +13 |
|  | 4.   | Arbus              | 30  | 24  | 11  | 8  | 5   | 41    | 26    | +15 |
|  | 5.   | Alghero            | 26  | 24  | 11  | 4  | 9   | 38    | 26    | +12 |
|  | 5.   | Gennargentu Pacini | 26  | 24  | 10  | 6  | 8   | 45    | 40    | +5  |
|  | 5.   | Quartu             | 26  | 24  | 10  | 6  | 8   | 45    | 40    | +5  |
|  | 8.   | Folgore            | 23  | 24  | 9   | 5  | 10  | 46    | 47    | -1  |
|  | 9.   | Berchidda          | 22  | 24  | 9   | 4  | 11  | 34    | 51    | -17 |
|  | 10.  | Arborea            | 21  | 24  | 7   | 7  | 10  | 38    | 33    | +5  |
|  | 11.  | Sant'Antioco (-1)  | 17  | 24  | 7   | 4  | 13  | 34    | 49    | -15 |
|  | 12.  | Marina (-2)        | 11  | 24  | 6   | 1  | 17  | 28    | 56    | -28 |
|  | 13.  | Bosa               | 9   | 24  | 3   | 3  | 18  | 27    | 87    | -60 |
|  |      |                    | 309 | 312 | 123 | 66 | 123 | 542 ? | 544 ? | 0   |

Legenda:

      Campione Sardo del C.N.D.
      Retrocesso in Seconda Categoria.
Note:

Due punti a vittoria, uno a pareggio, zero a sconfitta.

## Verdetti finali
- Il Calangianus, campione sardo del Campionato Nazionale Dilettanti, non partecipa alle finali nazionali.